# Campeonato Mundial de Snowboard de 1999
O Campeonato Mundial de Snowboard de 1999 foi a terceira edição do Campeonato Mundial de Snowboard, organizado pela Federação Internacional de Esqui (FIS). A competição foi disputada entre os dias 12 de janeiro e 17 de janeiro, em Berchtesgaden na Alemanha.

## Medalhistas

### Masculino
| Evento                  | Ouro                         | Prata                       | Bronze                      |
| Slalom gigante          | Markus Ebner · Alemanha      | Maxence Idesheim · França   | Stefan Kaltschütz · Áustria |
| Halfpipe                | Ricky Bower · Estados Unidos | Fredrik Sterner · Suécia    | Timo Aho · Finlândia        |
| Snowboard cross         | Henrik Jansson · Suécia      | Magnus Sterner · Suécia     | Zeke Steggall · Austrália   |
| Slalom gigante paralelo | Richard Rikkardsson · Suécia | Stefan Kaltschütz · Áustria | Harald Walder · Áustria     |
| Slalom paralelo         | Nicolas Huet · França        | Mathieu Bozzetto · França   | Werner Ebenbauer · Áustria  |

### Feminino
| Evento                  | Ouro                        | Prata                           | Bronze                          |
| Slalom gigante          | Margherita Parini · Itália  | Lidia Trettel · Itália          | Sondra van Ert · Estados Unidos |
| Halfpipe                | Kim Stacey · Estados Unidos | Doriane Vidal · França          | Anna Hellman · Suécia           |
| Snowboard cross         | Julie Pomagalski · França   | Maria Tijvinskaya · Rússia      | Olivia Guerry · França          |
| Slalom gigante paralelo | Isabelle Blanc · França     | Rosey Fletcher · Estados Unidos | Åsa Windahl · Suécia            |
| Slalom paralelo         | Marion Posch · Itália       | Isabelle Blanc · França         | Sandra Farmand · Alemanha       |

## Quadro de medalhas
| Ordem | País           | Medalha de ouro | Medalha de prata | Medalha de bronze | Total |
| ----- | -------------- | --------------- | ---------------- | ----------------- | ----- |
| 1     | França         | 3               | 4                | 1                 | 8     |
| 2     | Suécia         | 2               | 2                | 2                 | 6     |
| 3     | Estados Unidos | 2               | 1                | 1                 | 4     |
| 4     | Itália         | 2               | 1                | 0                 | 3     |
| 5     | Alemanha       | 1               | 0                | 1                 | 2     |
| 6     | Áustria        | 0               | 1                | 3                 | 4     |
| 7     | Rússia         | 0               | 1                | 0                 | 1     |
| 8     | Austrália      | 0               | 0                | 1                 | 1     |
| 8     | Finlândia      | 0               | 0                | 1                 | 1     |
|       | TOTAL          | 10              | 10               | 10                | 30    |